# 北虜南倭
北虜南倭是明朝嘉靖帝时，中國南北边疆的兩大外患。北虜指的是北部的蒙古，南倭指的是东南沿海的倭寇。終嘉靖之世，舉國上下都為之困擾，面對外患的過程中也暴露了很多明朝積存的問題。

## 北虜

### 明蒙戰爭
元朝殘餘力量北逃後稱為北元，北元又分裂為韃靼（蒙古本部）和瓦剌二部。明朝和蒙古各部的戰爭不斷，經過洪武北伐和永樂北伐，韃靼一度衰退，瓦剌遂成為中國北疆的最大威脅，瓦剌也先太师在正統十四年（1449年）土木堡之變俘獲明英宗。
幾年後蒙古再次陷入內亂，正德年間應州大捷，明軍擊退韃靼入侵。蒙古本部後重奪主宰地位，各部南下河套，騷擾明朝境內，是為「套寇」。於明嘉靖年間漠南蒙古右翼的俺答汗興起。嘉靖二十五年（1546年），俺答汗遣使議和並求通貢市，明世宗屢次拒絕。嘉靖二十九年（1550年）六月，俺答兵迫大同，是為庚戌之變。俺答以武力成功逼使明廷答應開市，但北部邊境薊遼地區的滋擾直到嘉靖三十二年（1553年）方始消停。

### 隆慶和議
明穆宗隆慶四年（1570年），俺答為救孫兒把漢那吉，與明朝开始和談，次年達成協議，明朝封俺答為順義王，開放十一處邊境貿易口岸，史稱俺答封貢。蒙古土默特部方面接受王封，对明朝俯首称臣，双方之间开始了正常的政治交往和经济贸易，使得明朝的西北边境得到了较长时间的安宁。北虜問題至此告一段落，封貢換來北疆過百年和平，直到滿清崛起時，九邊烽煙再現。

## 南倭

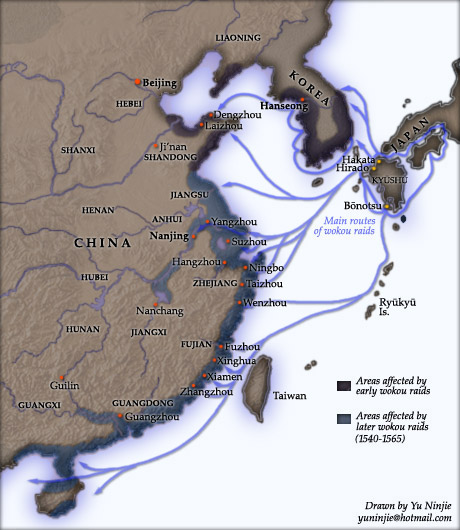
侵犯明朝與朝鮮王國沿海的倭寇。

明宣宗在鄭和下西洋後實行海禁政策，只開放勘合貿易（官方許可貿易）予日本進行貿易。但後來到了嘉靖二年（1523年）爆發了寧波之亂，加上稍早時，葡萄牙人入侵發生了屯門之戰與西草灣之戰，此後沿海治安多次陷入危機。
明廷以此中斷一切對外貿易，中日貿易從業者生計大受打擊，遂成海盜。倭寇並不是只有日本人，最知名的當是中國人汪直。
經過名將胡宗憲、戚繼光與俞大猷的努力，倭寇問題在嘉靖末年基本被解決。

## 影响
不管是北虜还是南倭都在当时明朝的南北边疆地区造成了嘉靖年间的边疆危机，但是都到了隆庆时期明朝通过开放海禁、“俺答封贡”使一直困绕明朝的“北虜南倭”问题得到基本解决。